# Hautefaye
Hautefaye är en kommun i departementet Dordogne i regionen Nouvelle-Aquitaine i sydvästra Frankrike. Kommunen ligger i kantonen Nontron som tillhör arrondissementet Nontron. År 2022 hade Hautefaye 128 invånare.

## Befolkningsutveckling
Antalet invånare i kommunen Hautefaye
Referens:INSEE